# Ornica
Ornica é uma comuna italiana da região da Lombardia, província de Bérgamo, com cerca de 210 habitantes. Estende-se por uma área de 14 km², tendo uma densidade populacional de 15 hab/km². Faz fronteira com Cassiglio, Cusio, Gerola Alta (SO), Valtorta.

## Demografia
| Variação demográfica do município entre 1861 e 2011                               |
|                                                                                   |
| Fonte: Istituto Nazionale di Statistica (ISTAT) - Elaboração gráfica da Wikipedia |